# Этнические чистки в Восточной Галиции
Этнические чистки в Восточной Галиции (пол. Czystka etniczna w Małopolsce Wschodniej) — массовое уничтожение Украинской повстанческой армией—ОУН(б) этнического польского гражданского населения во Львовской, Тернопольской и Станиславской областях Украины во время военной оккупации этих земель Третьим рейхом и СССР в 1943–1945 гг. В результате, по словам польских историков, было убито от 20-25 до 30-40 000 поляков. По оценкам Евы Семашко, число жертв составляет 70 000. Около 300-400 тысяч поляков бежали из Восточной Галиции весной и летом 1944 г. из-за боязни убийств и для защиты от возвращения советской оккупации и террора НКВД.

## Предыстория

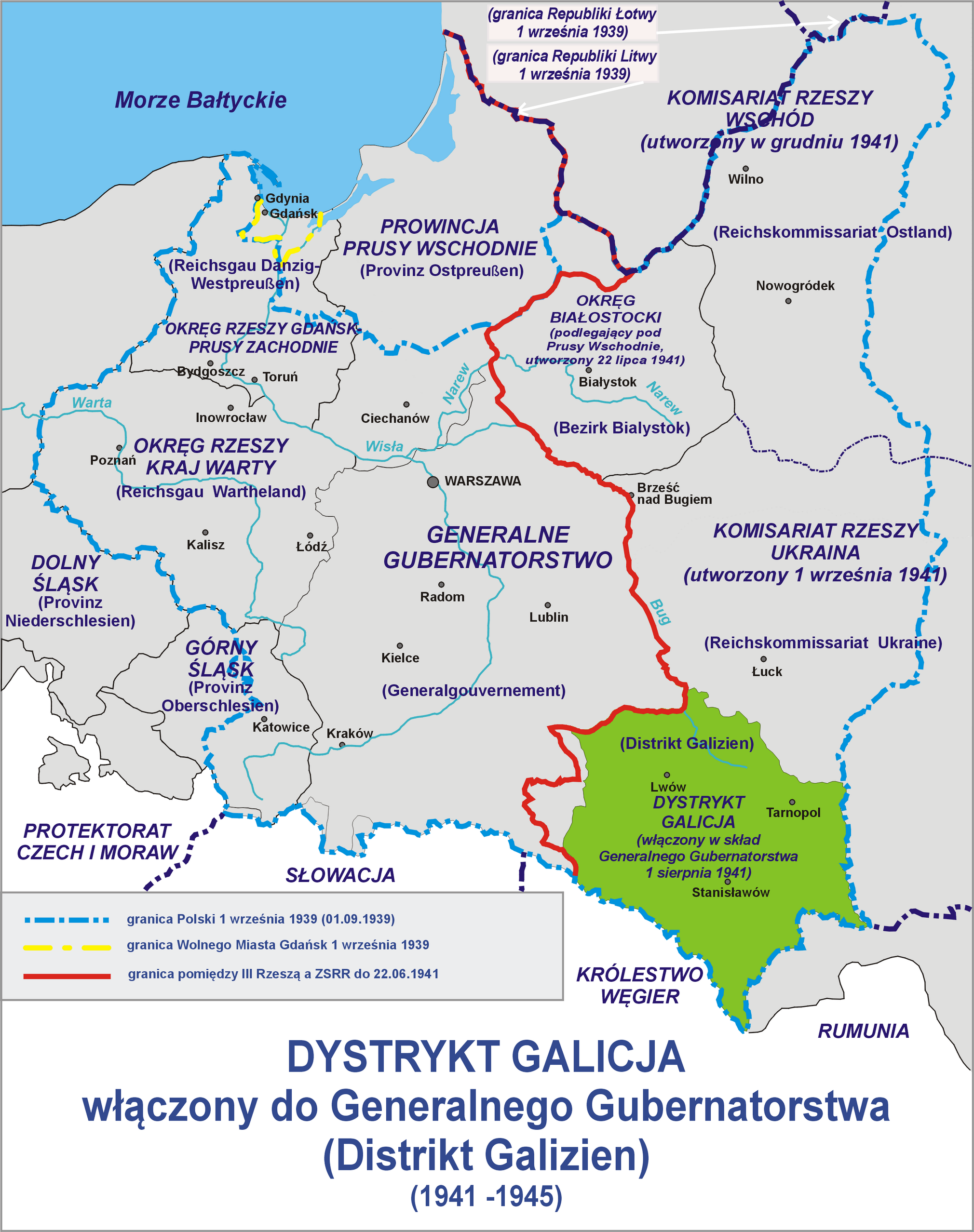
Дистрикт «Галиция»

17-23 февраля 1943 в селе Теребежи вблизи Олеско по инициативе Романа Шухевича состоялась III конференция ОУН, на которой было принято решение об активизации деятельности и начале вооружённого выступления.
Большинство членов конференции поддержало Шухевича (хотя Николай Лебедь возражал), по мнению которого, основная борьба должна быть направлена не против немцев, а против советских партизан и поляков — в направлении, уже осуществляемом Дмитрием Клячкивским на Волыни. В то же время некоторые вооружённые подразделения ОУН-Б переходят к борьбе с немцами. Руководитель ОУН на Волыни Сергей Качинский («Остап»), ставший ещё в июле 1941 г. в Ровно командиром созданного «Первого куреня Украинского войска им. Холодного Яра» и командир первой сотни УПА Григорий Перегиняк («Долбежка», «Коробка») погибли в боях с немцами в конце зимы 1943 года.
В конце марта 1943 года сторонникам и членам ОУН(б), служившим в немецких военизированных и полицейских формированиях, было направлено указание уходить в леса вместе с оружием. Согласно перехваченному советскими партизанами приказу, собственно начало «формирования украинской национальной армии за счёт полицейских, казаков и местных украинцев бандеровского и бульбовского направления» пришлось на вторую декаду марта 1943 года. «Главными пунктами формирования украинской национальной армии должны были быть Волынский, Свинарский и другие леса». Советскими партизанами отмечалось «движение в этом направлении украинских полицейских и гражданских националистов из Львовской и других западных областей».
Ряды будущей УПА в период с 15 марта по 4 апреля 1943 года пополнило от 4 до 6 тысяч членов «украинской» полиции, персонал которой в 1941—1942 годах был активно задействован в уничтожении евреев и советских граждан.
Практически сразу вооружённые формирования ОУН(б) начали активные действия против мелких отрядов советских партизан и сёл с этническим польским населением. Также их задачей была борьба с сторонниками Андрея Мельника (ОУН-М).
Согласно отчётам советских партизан, «украинские националисты проводят зверскую расправу над беззащитным польским населением, ставя задачу полного уничтожения поляков на Украине. В Цуманском районе Волынской области сотне националистов было предписано до 15.04.1943 уничтожить поляков и все их населённые пункты сжечь. 25.03.1943 уничтожено население и сожжены населённые пункты: Заулек, Галинувка, Марьянувка, Перелисянка и другие».
В результате десятки тысяч человек были убиты на Волыни. Поляки в массовом порядке бежали из сёл. Они сосредотачивались в райцентрах, городах или больших лагерях в лесах, где их охраняли либо польские коллаборационисты, либо польские партизаны из АК, БХ и других формирований. Десятки тысяч поляков с Волыни, а позже и из Галиции бежало на территорию оккупированной немцами Польши. Польское население на Волыни сохранилось только в городах и на нескольких сильно защищенных базах самообороны. В то же время — до конца 1943 года соседние районы Восточной Галиции оставались более мирными.
Когда 28 апреля 1943 года немецкие власти объявили о наборе галицких украинцев в 14-ю добровольческую армейскую дивизию СС «Галичина» (14. Waffen-Grenadier-Division der SS „Galizien"). Уже в первые месяцы в вербовочные пункты по всей Галичине пришли более 80 тысяч людей, из которых более 50 тысяч были признаны годными к воинской службе.
К началу 1944 года ОУН(б) и УПА наладила сотрудничество и вела переговоры с представителями СС и СД, вермахта.

## Развитие и ход конфликта

### Начало этнических чисток в Восточной Галиции
По мнению польского историка Гжегожа Мотыки, решение о расширении Волынских антипольских акций на Галичину, было принято на ІІІ Чрезвычайном Съезде ОУН-Б или, что вероятнее, была дана свобода рук в этом вопросе новому главнокомандующему УПА Роману Шухевичу, который после своей осенней инспекции на Волынь принял решение распространить волынскую практику антипольских акций и в Галиции. Никаких резких изменений политики по отношению к полякам не произошло. На Третьем Съезде глава УПА Дмитрий Клячкивский был подвергнут критике за «антипольские акции» Михаилом Степаняком и Николаем Лебедем, поскольку они компрометируют всю организацию. Однако тогда его поддержали Роман Шухевич и ряд видных полевых командиров. В сентябрьском указе 1943 г. главам СБ надрайонов на Волыни разъяснялось, кто принадлежал к категории врага. «За врагов украинского народа следовало считать всех коммунистов, вне зависимости от их национальности, ляхов, всех сотрудников немецкой полиции, вне зависимости от их национальности», а также украинцев, которые выступали против УПА.
Возникшая в Галиции в июле-августе 1943 года бандеровская Украинская народная самооборона (УНС), аналог УПА, сразу же начала акции не только против красных партизан Сидора Ковпака или немцев, но и против поляков. Массовую антипольскую акцию, которая прокатиться всей Восточной Галицией весной 1944, предопределила волна отдельных убийств начиная с середины 1943 года. Выбор жертвы сначала определял его статус в польской общине. Вполне возможно, что при случае улаживались различные личные счеты:
- Например, 17 июля 1943 боёвка ОУН убила начальника почты в Торском. В ночь с 3 на 4 августа был убит во время служебной поездки в Чернелицу инструктор табачной фабрики в Ягельнице. В ночь с 15 на 16 сентября в Лимне (Турковский район) совершено нападение на почту и детский дом, погибли три человека, в том числе почтальон. В середине октября в Ганачеве был убит бывший учитель Станислав Вайс, который работал сортировщиком в лесу, его застрелили из пистолета[13].
- Особо частыми жертвами националистов были лесничие. Смотрители леса, что вполне понятно, совершенно ориентировались в поприще, которым занимались, становясь, в зависимости от их симпатий, ценным союзником или серьезной угрозой для партизан. Пожалуй, именно это объясняет, почему ликвидацию лесников в Восточной Галиции УПА считала приоритетом, причем часто их убивали вместе со всей семьей. В конце июля 1943 года в Окне (Городенковский район) убиты лесник Божемский и трое других лиц. 2 августа 1943 средь бела дня в Беремянах над Днестром погиб лесничий из села Дулибы Казимир Плешинович. В начале августа в Росохаче на Дрогобыччине была убита семья лесника Михала Штогжина. Погибли в общей сложности четыре человека — кроме лесника, а также его жена, дочь и сын[14].

Командованию УНС также стало известно, что польские подпольщики в Карпатах закладывали военные базы для поддержки деятельности Армии Крайовой. Из Варшавы сюда прибывали военные инструкторы с целью создания боевых групп, которые имели цель взять под контроль территорию региона и таким образом подтвердить польское присутствие в Галиции. Было прямое указание о ликвидации всех участников Армии Крайовой в Карпатах. Отряды УНС, обнаружив места дислокации баз аковцев уничтожили их, захватив при этом всю переписку, списки участников АК и ее симпатиков. Впоследствии все они были уничтожены националистами.
В конце 1943 года в Восточной Галиции зафиксированы первые массовые убийства поляков:
- Так 8 октября село Нетреба в Тернопольском воеводстве, расположенное на границе Генерал-Губернаторства с РКУ, около 19.30 атаковало подразделение УНС. Нападавшие рубили двери и окна, жгли дома, забирали имущество, прежде всего скот и лошадей. К счастью для поляков, им на помощь пришел пограничный пост (Grenzschutz) с Новик. Украинцы под обстрелом отступили. Тем не менее, погибли 17 поляков[16].
- На Рождество 1943 года в селе Кругов (Золочевский район) бойцы УНС, выдавая себя за колядников, ворвались в село и убили 15 поляков и двух украинцев, приглашенных на Сочельник. Первой жертвой стал руководитель местной самообороны, что свидетельствует о тщательной подготовке нападающих[16].

Общее количество антипольских акций УНС, позже получившей наименование УПА-Запад: август 1943 года — 45, сентябрь — 61, октябрь — 93, ноябрь — 309, январь — 466. По польским подсчетам, к октябрю 1943 от рук УНС в Галичине погибло 563 поляка. До конца 1943 года от рук ОУН в Галиции погибли около тысячи поляков. В то же время началась война нервов — все чаще стали появляться призывы, устные и письменные, чтобы поляки выезжали на запад, иначе их постигнет смерть. Со временем последние начали понимать, что резня может произойти в любой момент. Прелюдией к ней стала активация тем вместе уже галицких подразделений УПА.
По отчетам УЦК, к концу 1943 года, в результате ответных вооруженных операций польского подполья в дистрикте «Галичина» против украинского мирного населения, которое способствовало националистам, погибло 103 украинца.
- Так, например, 12 сентября 1943 подразделение АК, который прибыло из Варшавы, застрелило во Львове украинского профессора Андрея Ластовецкого. Его смерть вызвала огромный резонанс во всем городе. Вскоре ОУН отомстила, убив польского профессора Болеслава Ялового[20].

В январе 1944 года подразделения УНС в Восточной Галиции начали переформировываться в УПА (сформировался главный военный округ УПА-Запад). В лес пошли значительные группы молодежи. В феврале на восточных кордонах дистрикта Галиция появились наступающие подразделения Красной Армии. Почти одновременно с подразделениями Армии Крайовой, которые приступили к реализации операции «Буря», украинские партизаны начали в Восточной Галиции массовую антипольскую акцию. От того момента отчетливо возросло количество нападений на польские села, но это была лишь прелюдия к генеральной операции деполонизации. На рубеже февраля и марта УПА атаковала только отдельные села, скажем те, где были базы самообороны, а следовательно, поэтому они могли представлять угрозу для украинских партизан. Возможно, таким образом они хотели избежать волынского сценария – там в ряде населенных пунктов после начала резни появились базы самообороны.
Не позднее, чем в марте 1944 года, Главное командование УПА отдало приказ, чтобы в начале апреля начать во всей Восточной Галиции массовые операции изгнания поляков. Члены ОУН-Б, которые служили в украинской полиции, имели целью спровоцировать как можно массово дезертирство ее служащих в отряды украинских партизан, а из полицаев планировалось создавать новые подразделения УПА.
10 июля 1944 командир УПА-Запад Василий Сидор отдал директиву:

Приказываю постоянно ударять по полякам, вплоть до окончательного истребления на этих землях. Очередность антипольских акций: а) уничтожение боевой силы врага, б) активисты и сексоты, в) ответные акции. Формы: а) объединённая акция отделов на польские скопления, б) тревожная акция подотделов, патрулей и т.д. По-прежнему запрещено ликвидировать женщин и детей. В некоторых случаях призывать поляков срочно покинуть украинские земли.— Grzegorz Motyka, Od rzezi wołyńskiej do akcji Wisła, s. 223.

### Пик резни

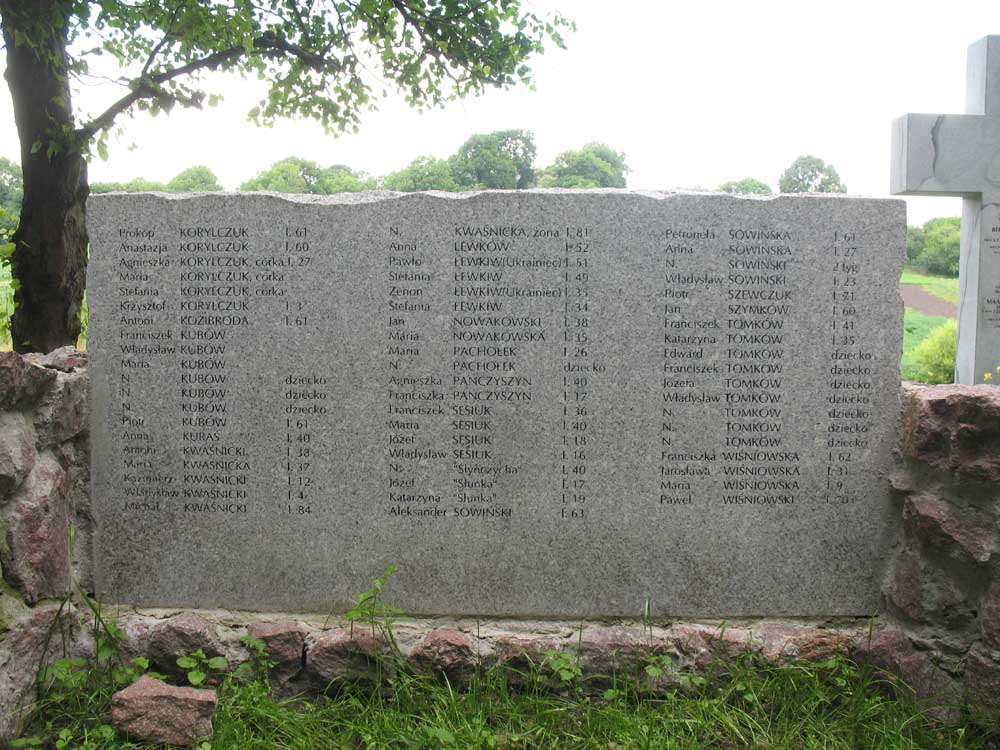
Малая Березовица. Список убитых поляков

С начала 1944 года количество нападений на польское население начало стремительно расти. К антипольской акции присоединялись очередные рейдирующие подразделения УПА и целые районы ОУН. Новое усиление антипольских акций УПА было связано с тем, что украинские националисты хотели для расправы над оставшимся польским населением использовать период безвластия между отходом немецких войск, покидавших Волынь, и приходом советских. В декабре 1943 глава СБ Бережанского округа начал организацию антипольской акции. За одного убитого украинца надлежало убивать 10 поляков. Массовые нападения на поляков в Галичине, как и на Волыни, должны были произойти во время пересечения фронта этих земель. В то же время украинские националисты издавали листовки, призывающие поляков «образумиться», перестать выступать против украинцев, бороться за украинские этнографические земли и начать борьбу с немцами и советами.
Пик нападений и убийств мирного населения пришёлся на весну 1944 года. Акция УПА медленно передвигалась с востока на запад. К концу июня 1944 г. она охватила все повяты Восточной Галиции. Украинские действия не были хаотичными: они направлялись к получению наилучших исходных позиций к возможной войне с Польшей. УПА пыталась создать прочные базы в Карпатах и на Тернопольщине, окружить Львов с окружающими местностями и пересечь коридор между Львовом и Люблином.
- 2 февраля 1944 года уповцы напали на Ганачев, убив 63 человека и ранив около ста[27].
- 9 февраля сотня УПА «Сероманцы», вероятно, напала на село Подкамень (Рогатинский район), убив там 16 поляков[28].
- В ночь с 9 на 10 февраля УПА атаковала Чижов в Золочевском районе. Нападавшие расстреляли 20 человек[29].
- 19 февраля сотня «Сероманцы» нанесла одновременно два удара на Фрагу и на Подкамень Рогатинский. По данным УПА, во Фраге были убиты 23 мужчины, зато в Подкамене — 32 мужчины, 6 женщин и 2 детей[30]. Польские данные свидетельствуют о 60—80 убитых. В Подкамене поляки пытались защищаться топорами[31].
- В ночь с 22 на 23 февраля подразделение УПА, прибывшее с Волыни, убило 131 поляка в Малой Березовице возле Збаража[32].
- 28 февраля УПА атаковала Коростятин в Бучацком районе. Уповцы (возможно, из сотни «Серые Волки») атаковали одновременно село и железнодорожную станцию. Нападавшие были вооружены, в частности, топорами, которыми на станции убили железнодорожных служащих с семьями и пассажиров, которые ждали поезд. Погиб 21 человек, в том числе был случайно убит один украинец. Были также демонтированы 80 метров железнодорожного полотна. В то же время другие партизаны забивали поляков в селе. Только что прибывший партизанский отряд с села Пужники заставил УПА отступить. Всего погибли 156 поляков[33].
- 9 марта в Широком Поле совершено нападение на польских осадников, переселенных сюда немцами из окрестностей Равы-Русской. Были сожжены двадцать четыре дома и убиты пятьдесят восемь человек[34].
- В ночь с 24 на 25 марта в селе Белое (Перемышлянский район) УПА убила восемьдесят поляков[35].

В апреле 1944 года на Страстную неделю УПА начала массовую антипольскую акцию уже по всей Восточной Галиции. Таким образом был использован волынский «опыт» весны 1943 года, когда в пасхальный период совершено нападение, в частности, на Янову Долину.
- В ночь с 3 на 4 апреля уповцы напали на село Румное (Рудковский район). Сожжены 60 домов, убиты двадцать семь жителей[36].
- В ночь с 9 на 10 апреля еще до полуночи УПА снова атаковала Ганачев. Число жертв этой атаки со стороны атакующих оценивается от 30 до 70 человек, а вместе с тяжело ранеными — около 120. С польской стороны убито 26 человек, в том числе 5 защитников. После того нападения было решено эвакуировать деревню, однако все попытки выезда постоянно заканчивались столкновениями с УПА. Активность польской самообороны и слухи о пребывании в селе советских партизан в конце нарекли на Ганачев немецкие репрессии. 2 мая немецкая карательная экспедиция уничтожила остатки деревни. Были убиты шестнадцать бойцов АК и около тридцати гражданских жителей. Молодых мужчин забрали в тюрьму. Остальные уцелевших жителей вывезли[37].
- 16 июня 1944 г. к северо-западу от г. Рава-Русская отряд УПА (вероятно, сотня "Сероманцы") напал на пассажирский поезд на железной дороге Белжец-Львов. В поезде ехали поляки, украинцы и немцы. Пассажиров стали сортировать по национальному признаку. Поляков выгнали из поезда и убили 42 человека[34].

УПА также пыталась атаковать крупные города:
- В начале 1944 года уповцы планировали напасть на Збараж, но город от бойни спас сильный буран, вследствие чего были сорваны военные приготовления партизан[38].
- 6 мая украинские партизаны напали на пригород Долины, «совершив неслыханные изнасилования молодых полек, а затем сожгли убитых». Погибли около 20 человек[39].
- 8 мая УПА напала на предместья города Буска — Воляны. Были сожжены большинство польских зданий, убиты два человека[38].
- В ночь с 25 на 26 мая УПА атаковала город Лопатин в Радеховском районе. Убиты одиннадцать поляков, несколько ранены[40].
- Вокруг Бережан в радиусе около четырех километров УПА расставила на дороге блокпосты, которые не впускали в город крестьян с продуктами питания[41].

В целом в Галиции от рук УПА и погибло от 20 до 30 тыс. поляков и ещё более 300 тысяч бежали во внутренние районы Генерал-губернаторства. Вместе с тем ещё до пика противопольских выступлений в Галиции, украинские националисты стали распространять листовки, в которых «советовали» полякам вернуться на польские этнографические земли и таким образом покинуть Украину. Дальнейшей мотивацией для убийств, по германским сообщениям, был приказ УПА вытеснить сельчан-поляков из Галиции — или расстреливать их, если они остаются. Доктор Фриц Арльт, относительно хорошо расположенный к украинским националистам, прокомментировал ситуацию следующим образом: «Украинские национальные отряды пользуются возможностью убивать, и часто самым зверским образом, поляков, чехов и этнических немцев, живущих в сельской местности. Кроме того, эти отряды нападают на местных жителей, которые состоят на службе у немцев или симпатизируют Германии».

### Взаимодействие УПА с украинскими коллаборационистскими формированиями во время бойни

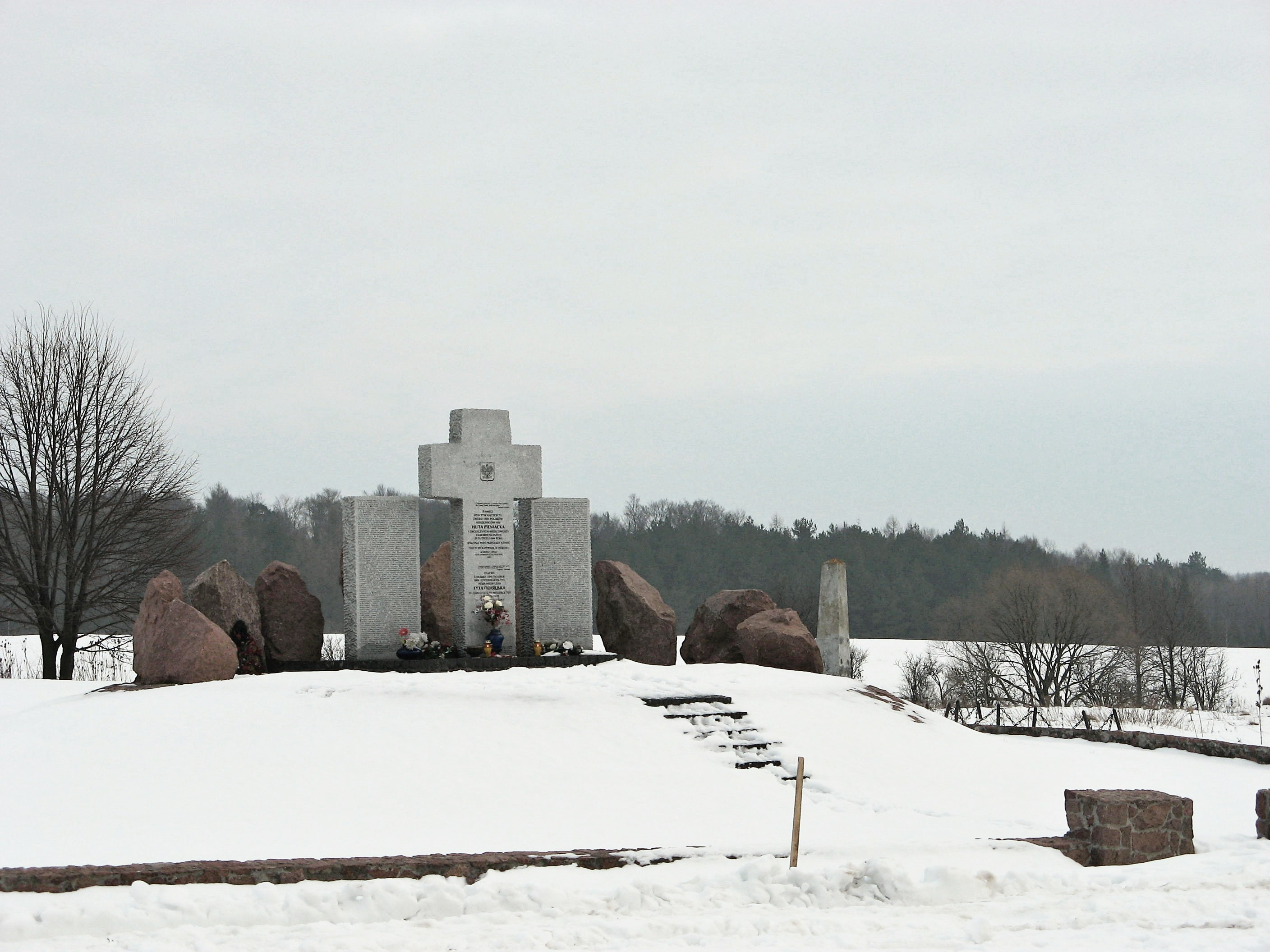
Мемориал уничтоженным жителям Гуты Пеняцкой

В карательных действиях против поляков также принимали участие подразделения 14-й гренадерской дивизии войск СС «Галиция». В течение января-марта 1944 польские поселения («колонии») подвергались нападениям отрядов УПА и подразделений 14-й гренадерской дивизии Войск СС «Галиция» — 4-го и 5-го полков, находившихся в ведении СС и полиции Генерал-губернаторства. Наиболее известной совместной акцией УПА и дивизии «Галиция» стало уничтожение польской деревни Гута Пеняцкая, где было уничтожено более 500 мирных жителей. В марте ими же, в доминиканском монастыре села Подкамень было уничтожено более 250 поляков.
12 марта 1944 года при содействии солдат 4-го полка полиции СС, УПА в селе Паликоровы было расстреляно 365 поляков. 16 апреля 1944 года всё теми же бойцами 4 полицейского полка СС было уничтожено село Великий Ходачков. Польские источники утверждают, что было убито 862 поляка, и около 500 домов были сожжены. До резни село три раза атаковали отряды УПА, но местная самооборона отбивала нападения.

### Ответные карательные операции поляков

#### «Истребительные батальоны»
После возвращения советской власти полякам, которые жили в Галичине, часто представал сложный выбор: попасть в лагеря или вступить в армию Берлинга. Возможно, именно поэтому многие из поляков оказались в рядах подчиненной НКВД советской вспомогательной милиции, так называемых «истребительных батальонов». По крайней мере часть ИБ появились на базе подразделений АК, которые вышли из подполья во время акции «Буря». Этот факт подтверждают отчеты УПА. Согласно им, поляки сразу после прихода советской власти (в частности, в Коломне, Заболотове, Снятине) организовали администрацию и полицию, «которая сразу же начала искать бандеровцев и доносить на украинцев. Полиция и позже реорганизовалась в истребительные отряды». С другой стороны, впрочем, — набор в эти формирования был принудительным, и многих поляков туда направили военкоматы. Последние охотно так поступали, потому осознавали, что значительной симпатией среди западных украинский пользовались ОУН-Б и УПА, и конечно же, не доверяли им. С точки зрения местной советской администрации, вооружить местных поляков казалось гораздо более безопасным решением.
Поляки, служащие в ИБ, совершили численные военные преступления против украинского населения. Пожалуй, самую кровавую операцию укомплектованный поляками ИБ провел вместе с советскими спецслужбами 29 августа 1944. В тот день спецслужбы при участии ИБ из Надворной, Большовцев и Ланчина организовали облаву в селе Грабовец. Тогда случилась стычка с группой партизан, которые скрывались в сарае — погибли восемь бойцов УПА. «Разогретые» противостоянием нападающие, уничтожив группу УПА, стали совершать пацификацию деревни. Были сожжены 300 хозяйств и расстреляны несколько выявленных мужчин. Были ранены также две женщины, одна из которых — связанная с подпольем — умерла. В общем погибли 86 человек, а более семидесяти были арестованы.
С советских рапортов следует, что ИБ, которые действовали в УССР между 1 января 1944 и 1 августа 1945 (то есть в период, когда количество поляков была у них самой большой), провели 26 328 боевых операций, направленных на «ликвидацию банд». За это время они убили 11 193 лица и арестовали 173 580 человек. Кроме того, 11 094 убитых были причислены к категории «бандитов и их пособников». К той же категории были включены 30 366 арестованных. Среди других узников всего было дезертиров из Красной Армии (42 217), лиц, уклоняющихся от военной службы (33 940), бежавших из принудительных работ (22 609), спекулянтов (9322). Следовательно, деятельность ИБ не ограничивалась только самообороной польских сел от нападений УПА.

### Завершение резни
Массовые аресты, постигшие солдат Армии Крайовой после прихода Красной Армии, быстро убедили руководство ОУН-Б и УПА, что советская власть не заинтересована в существовании независимой Польши. Поэтому 1 сентября 1944 командир УПА-Запад Василий Сидор указом № 7/44 приказал приостановить антипольскую акцию — надлежало атаковать только "стрибков" и «сексотов». В то же время было решено искать возможности взаимопонимания с поляками против коммунистов.
К осени 1944 г. отношение ОУН (б) к польскому вопросу окончательно изменилось. Во временной инструкции организационной референтуры Краевого провода ОУН на Западноукраинских землях указывалось, что поскольку ситуация на фронте складывается не в пользу украинской и польской сторон, то они должны перейти к совместным действиям против оккупантов. В связи с этим в документе подчеркивалась необходимость усиления пропаганды ОУН для поляков.
С другой стороны, однако, нападения УПА на польские села и убийства гражданского населения были и после сентября 1944 года, и иногда были так же жестокими, как предыдущие. 25.11.1944 г. командир УПА-Запад Василий Сидор в приказе 9/44 остро ругал подчиненных: «вместо уничтожения посты ИБ те ликвидируют польские массы». Однако низовые командиры УПА могли в собственной обороне сослаться на неопределенность полученных приказов. Хотя инструкции ОУН-Б и УПА рекомендовали искать взаимопонимание с поляками, но одновременно они советовали «тихо помогать в переселении польского элемента в Польшу».
На рубеже 1944—1945 годов в Тернопольской области УПА совершила ряд нападений на польские села. Их масштаб не оставляет сомнения в организованном характере всей операции и даёт основания для предположения, что в данном случае было получено согласие главного командования УПА на восстановление антипольской акции. На это, вероятно, повлияли настояния местных командиров, которые жаловались на деятельность ИБ, укомплектованных поляками. Ведь часть атак были направлены собственно на те населенные пункты, где существовали ИБ. В операциях были задействованы девять сотен (в том числе отряд «Сероманцы»), которые, вероятно, насчитывали в сумме от девятисот до тысячи партизан. Их поддерживали местные вооруженные отряды СБ и СКВ.
- Так 23 октября 1944 в селе Троица были убиты 58 поляков и 14 украинцев. Среди погибших было четверо детей в возрасте от шести месяцев до двух лет[56].
- В конце октября бандеровцы убили 20 поляков в селе Клювинцах.
- 21 ноября из села Сороцкое были выселены несколько украинских семей. В тот же день был ранен, попав в засаду УПА, а затем умер в госпитале в Скалате солдат ИБ Юзеф Кобылюк. В его похоронах 23 ноября приняли участие много людей, преимущественно женщин и детей, а также десять бойцов ИБ. Когда похоронная процессия приблизилась к кладбищу, ее вдруг обстреляли из домов, принадлежавших депортированным украинцам. От первой очереди погибли девять женщин и отец Адам Джизга (раненого священника нападающие добили штыками). Солдаты ИБ ответили выстрелами, однако, когда потеряли трех человек, включая командира, начали отступать. Между тем вторая группа партизан УПА ворвалась в село и начала расстреливать польские семьи, особенно те, родственники которых служили в ИБ. После побоища украинцы выбросили тело Кобылюка из гроба, положили на телегу единого погибшего товарища и отступили. Погибли 38 поляков (13 человек на похоронах, а в деревне — 15)[57].
- Накануне Рождества 1944 УПА атаковала смешанное польско-украинское село Игровица. В селе существовал постоянный пост ИБ. Патрульные на окраине села заранее увидели наступление партизан. В схватке погиб один солдат ИБ, а второй попал в плен и был убит (найдена его отрубленная голова). Двое уцелевших воинов ИБ побежали за помощью в село Великий Глубочёк. Уповцы напали на Игровицу тот момент, когда жители уселись за рождественский ужин. Их убивали в домах топорами и ножами. Одним из первых погиб священник Станислав Щепанкевич вместе с матерью, родными братьями и сестрами. Сопротивление УПА совершали всего лишь несколько бойцов ИБ, которые находились на посту. Несмотря на численное преимущество, националисты не захватили его. Выстрелы и звон колокола на башне предупредили жителей села, которые пытались спасаться бегством и прятались в разных укрытиях, а также у друзей-украинцев. Несмотря на это, были убиты около восьмидесяти поляков[58].
- В ночь с 28 на 29 декабря сотня «Бурлаки» во главе с Иваном Семчишиным-«Черным» напала на Лозовую. Крестьяне чувствовали себя в безопасности, так как село было расположено рядом с Тернополем. Кроме того, неподалеку дислоцировалось подразделение красноармейцев, охранявших железнодорожный мост. В селе проживало около восьмисот человек, преимущественно поляков. Атака началась после 22 часов. Уповцы окружили село, а затем, разделившись на небольшие группы, врывались в дома и убивали, часто топорами, всех, кого встретили. Кое-где им пытались сопротивляться. Через несколько часов из Зборова прибыло на помощь советское подразделение. В то же время подъехал бронепоезд и начал обстреливать деревню, поджег некоторые дома. Уповцы начали отступать. Советский рапорт так оценил потери: «Убиты/зарезаны 122 человека, в том числе 67 женщин, 11 детей в возрасте 8 и менее лет. Уничтожены 8 украинских семей, остальные поляки»[59].

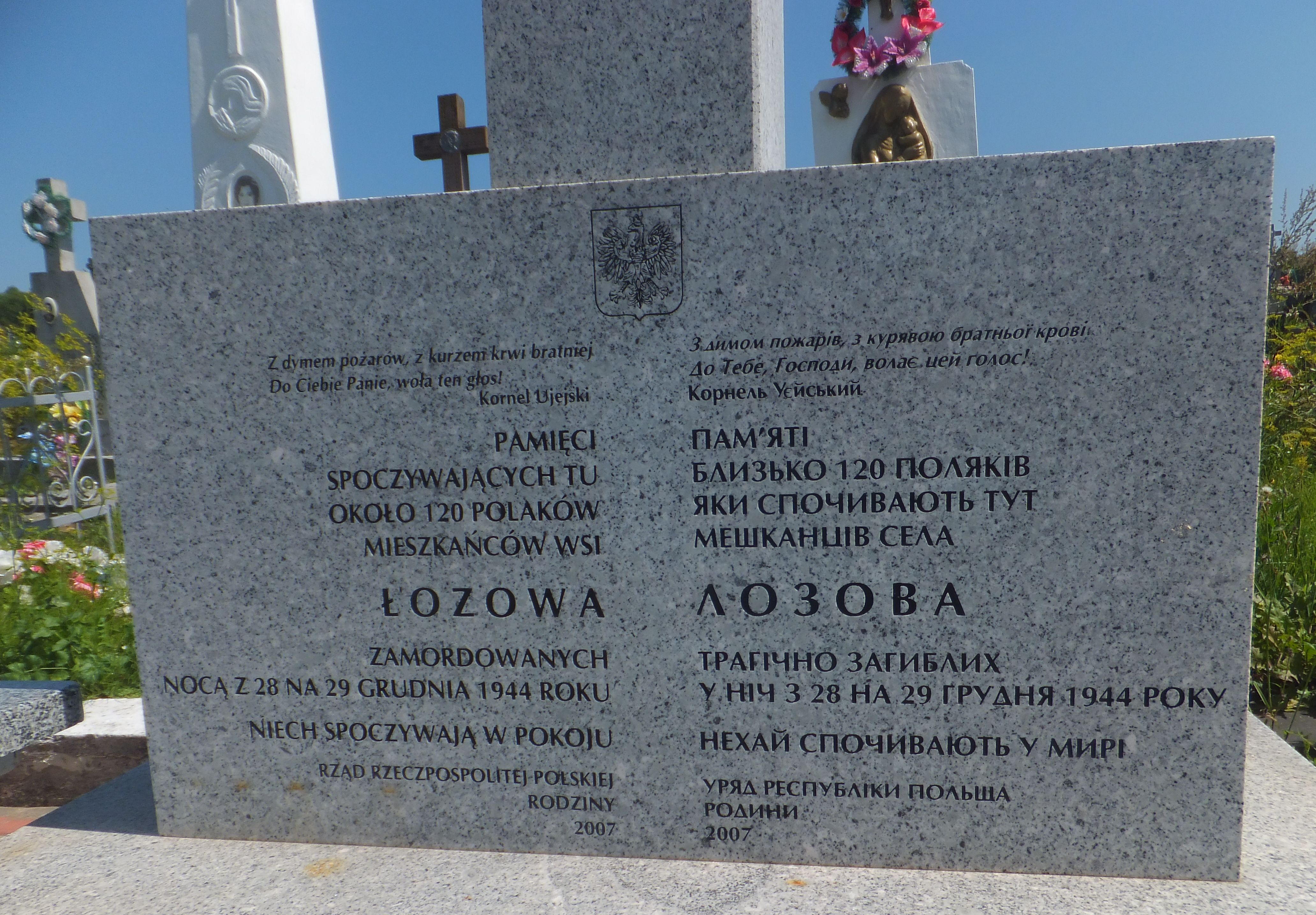
Мемориал погибшим полякам в Лозовой

- 2-3 февраля 1945 чортковский курень УПА во главе с Петром Хамчуком-«Быстрым» напал на Червоноград, где было размещено подразделение ИБ. В той местности большинство жителей были поляками. Ночью в городке также скрывались поляки из окрестных деревень. В начале 1945 года под охраной ста воинов ИБ находились около полутора тысяч гражданских поляков. Поселок атаковали две сотни — «Серые волки» и «Черноморцы». Командовал всей операцией «Быстрый». Сражение началось около 22 часов и длилось всю ночь. УПА обстреляла деревню и начала атаку. Украинцы, надев белую камуфляжную одежду и разделившись на небольшие группы, врывались в отдельные дома, убивали встреченных жителей и поджигали сооружения. Польские защитники были оттеснены в Народный Дом и латинскую церковь, где оказывали отчаянное сопротивление. Погибли сорок девять поляков, ранены двадцать восемь. Часть села сгорела. Украинцы потеряли двоих убитыми и получили четырех раненых[60].
- Курень «Быстрого» в ночь с 5 на 6 февраля атаковал Барыш в Бучачском районе. Поселок насчитывал около семи тысяч жителей, из которых две трети составляли поляки. Охраняло их свыше ста бойцов ИБ, укомплектованных поляками, среди которых около пятидесяти когда-то служили к АК. ИБ раньше участвовал во многих операциях против УПА на территории всего Бучацкого района, даже соседних уездов, поэтому представлял реальную угрозу для украинских партизан. Уповцы напали около 22 часов. ИБ оказывал упорное сопротивление, даже пытался контратаковать. Партизанам помогало местное украинское население. Поляки оценили украинские потери в несколько десятков убитых и раненых (это количество, видимо, завышено), польские потери составили более ста убитых[61].

Хотя с 1945 года центр тяжести польско-украинского конфликта переместился на территорию современной Польши, однако польская проблематика время от времени появлялась в отчётах деятельности УПА в Украине. Еще на совещании в 1947 году руководство украинского подполья размышляло, как поступать с поляками, если начнется Третья мировая война, и они попытаются вернуться к Восточную Галицию. Было решено, что следует в такой ситуации защищать границы «Украинских этнографических земель». Однако, как они это собирались делать, можно только догадываться... Националисты также использовали польскую карту, чтобы убедить население продолжать борьбу с коммунистами.